# Reformierte Kirche Affoltern am Albis

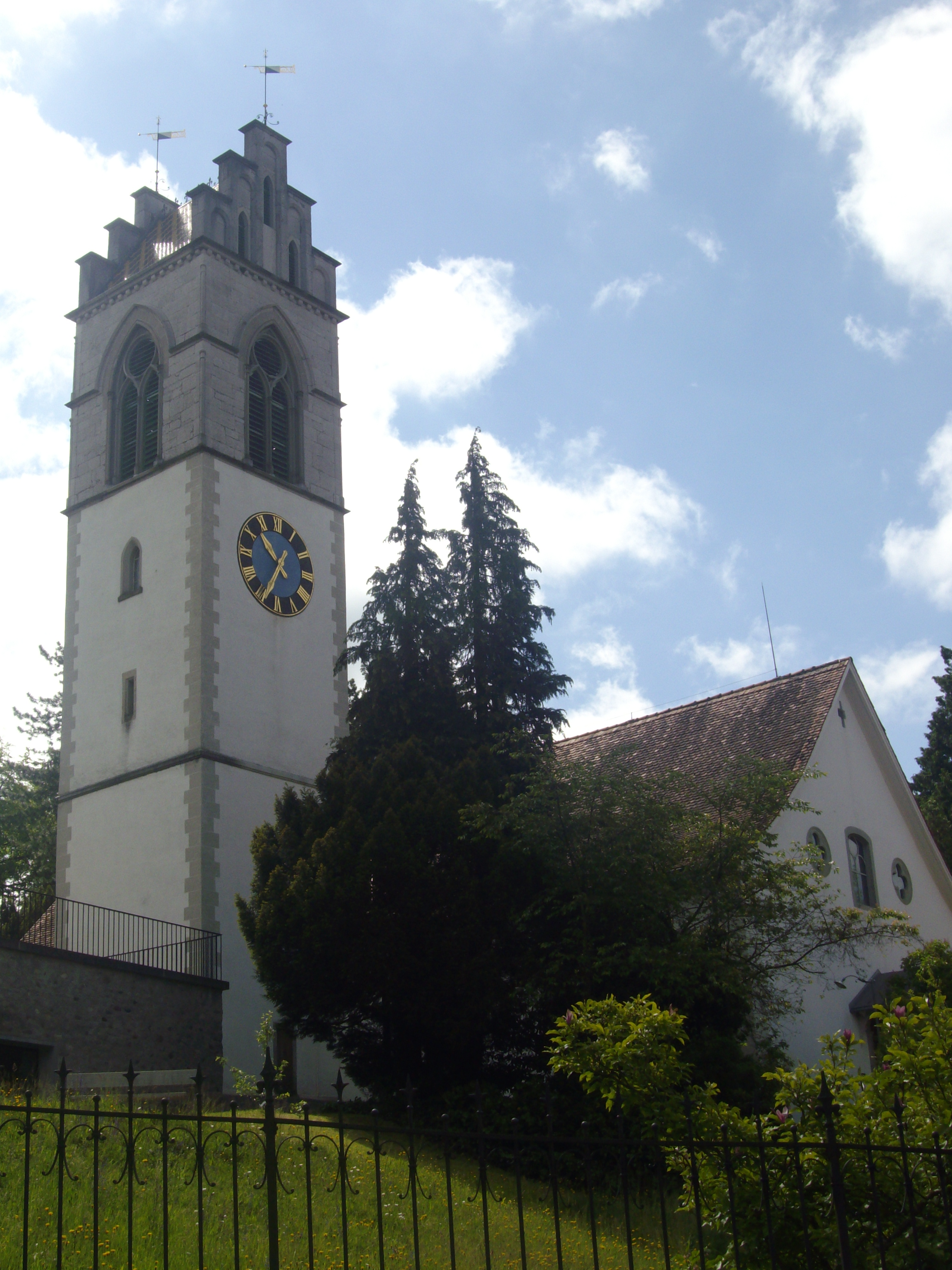
Aussenansicht mit Semperturm

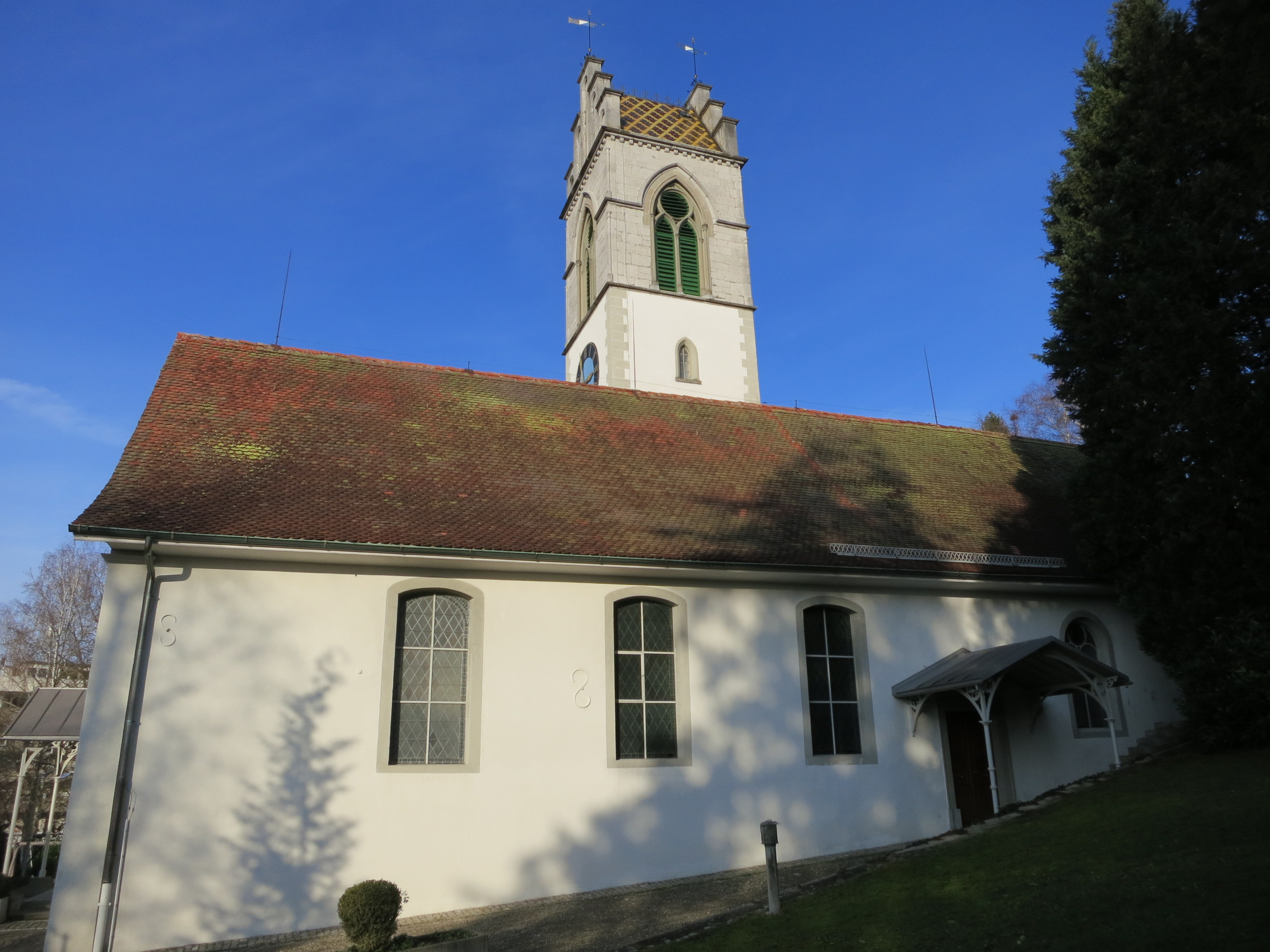
Aussenansicht mit Südfassade

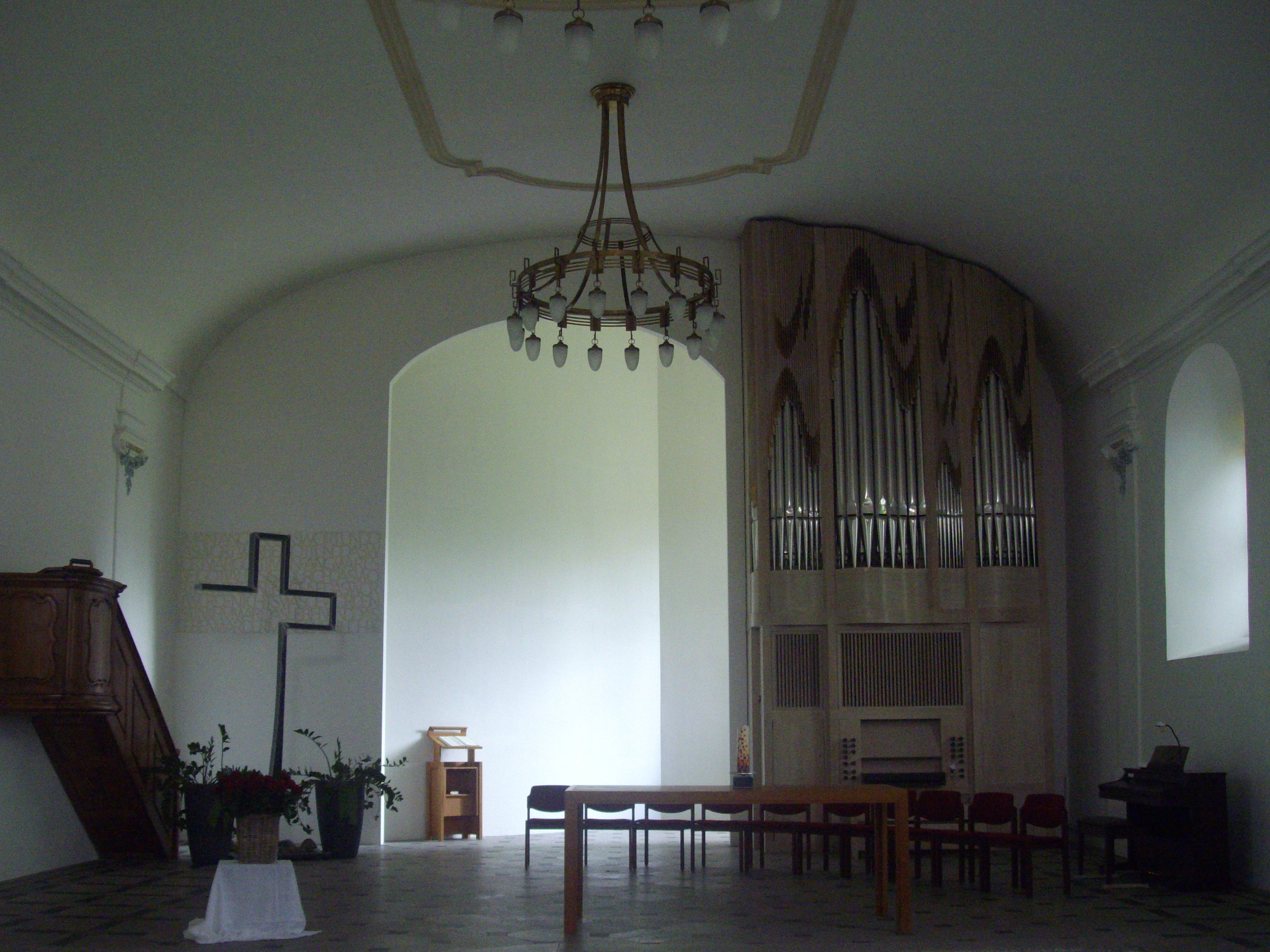
Innenraum

Die Reformierte Kirche Affoltern am Albis ist ein reformiertes Kirchengebäude in Affoltern am Albis. Bekannt ist sie für den 1861 von Gottfried Semper gestalteten Turmabschluss.

## Geschichte
Seit 1050 ist eine kleine Andachtskapelle in Affoltern nachgewiesen. 1160 wurde eine romanische Kirche erstellt, die 1480 einem wesentlich größeren gotischen Neubau weichen musste.
Nach der Reformation wurde die Kirche 1645 im Barockstil zu einer chorlosen Saalkirche umgebaut, wie sie den veränderten liturgischen Bedürfnissen der Reformierten entsprach. 1861 wurde die Kirche erneut umgebaut, diesmal im damals vorherrschenden Stil der Neugotik. Von Gottfried Semper stammt der Entwurf für die Obergeschosse des Turms. Die letzte Erweiterung der Kirche erfolgte 1901.

## Beschreibung
Das auf einer Anhöhe über dem Dorf errichtete Gotteshaus fällt besonders durch den markanten "Semperturm" auf. Sempers Turmabschluss mit Masswerk-Schallfenstern, Treppengiebeln und glasierten Ziegeln ist von neugotischer Formensprache geprägt. Das Zifferblatt der Turmuhr befindet sich im unveränderten Turmstumpf von 1480. Die barocke Formensprache des Kirchenschiffs mit Segmentbogenfenstern und Gesimsen wird an der Hauptfassade durch ein neugotisches Vorzeichen und Vierpassfenster durchbrochen.
Der Innenraum des Schiffs entspricht noch weitgehend dem Schema von 1645. Die Rückseite des längsgerichteten Raums wird durch eine auf zwei Säulen ruhende Empore eingenommen. Die dezent bemalten Pilaster an den Wänden verfügen über mit Pflanzen-Girlanden und Eierstabfriesen verzierte Voluten-Kapitelle. Außer den Stuckkartuschen an der Decke weist die Kirche nur wenig Bauplastik auf. Die hölzerne Kanzel befindet sich links im Schiff.
Der 2002 von Arthur Rüegg gestaltete, schräg nach rechts verlaufende Abschluss der Kirche wird durch ein vom Schiff aus nicht sichtbares Fenster beleuchtet. Flankiert wird der eingezogene Abschlussbereich von einem stilisierten Kreuz und der Orgel. Das Instrument verfügt über einen betont modernen Prospekt und 24 Registerzüge.

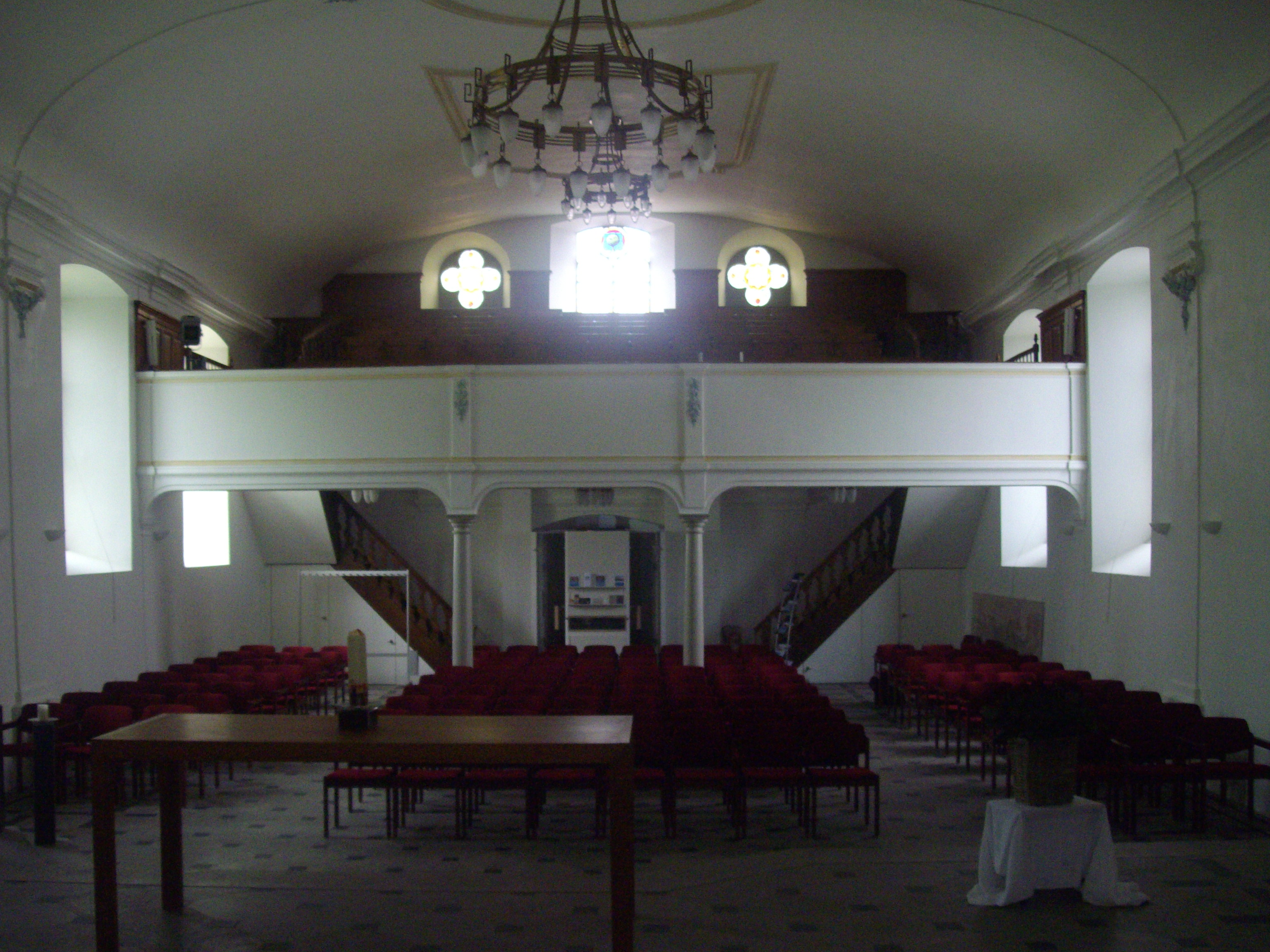
Empore
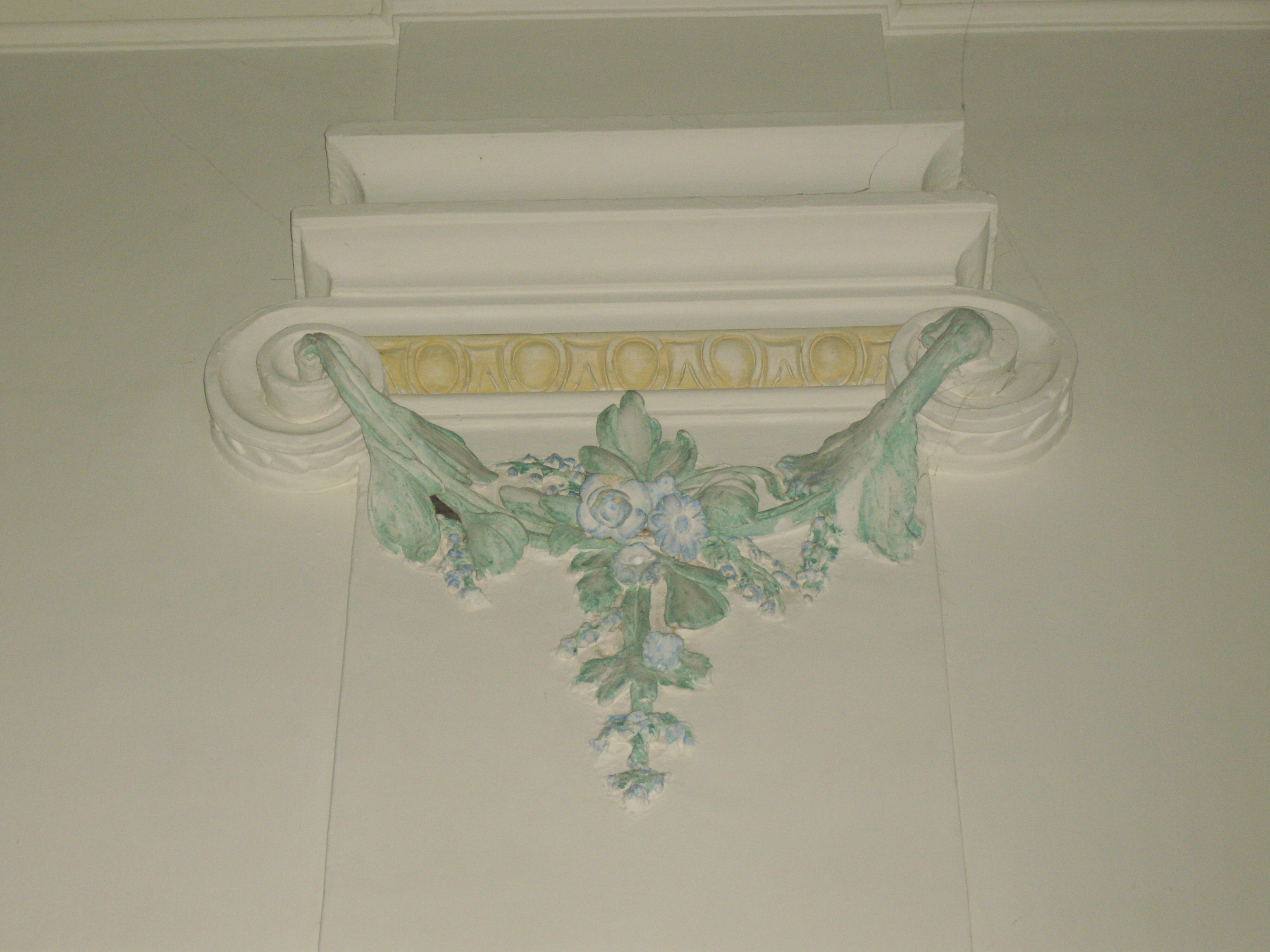
Pilasterkapitell